# Jelez
Jelez (russisch Еле́ц) ist eine Stadt mit 108.404 Einwohnern (Stand 14. Oktober 2010) in der russischen Oblast Lipezk.

## Geographie
Jelez liegt an der Bystraja Sosna, einem rechten Don-Nebenfluss, rund 80 km westlich der Gebietshauptstadt Lipezk und 350 km südsüdöstlich von Moskau. Nächstgelegene Stadt ist Sadonsk 37 km südöstlich.

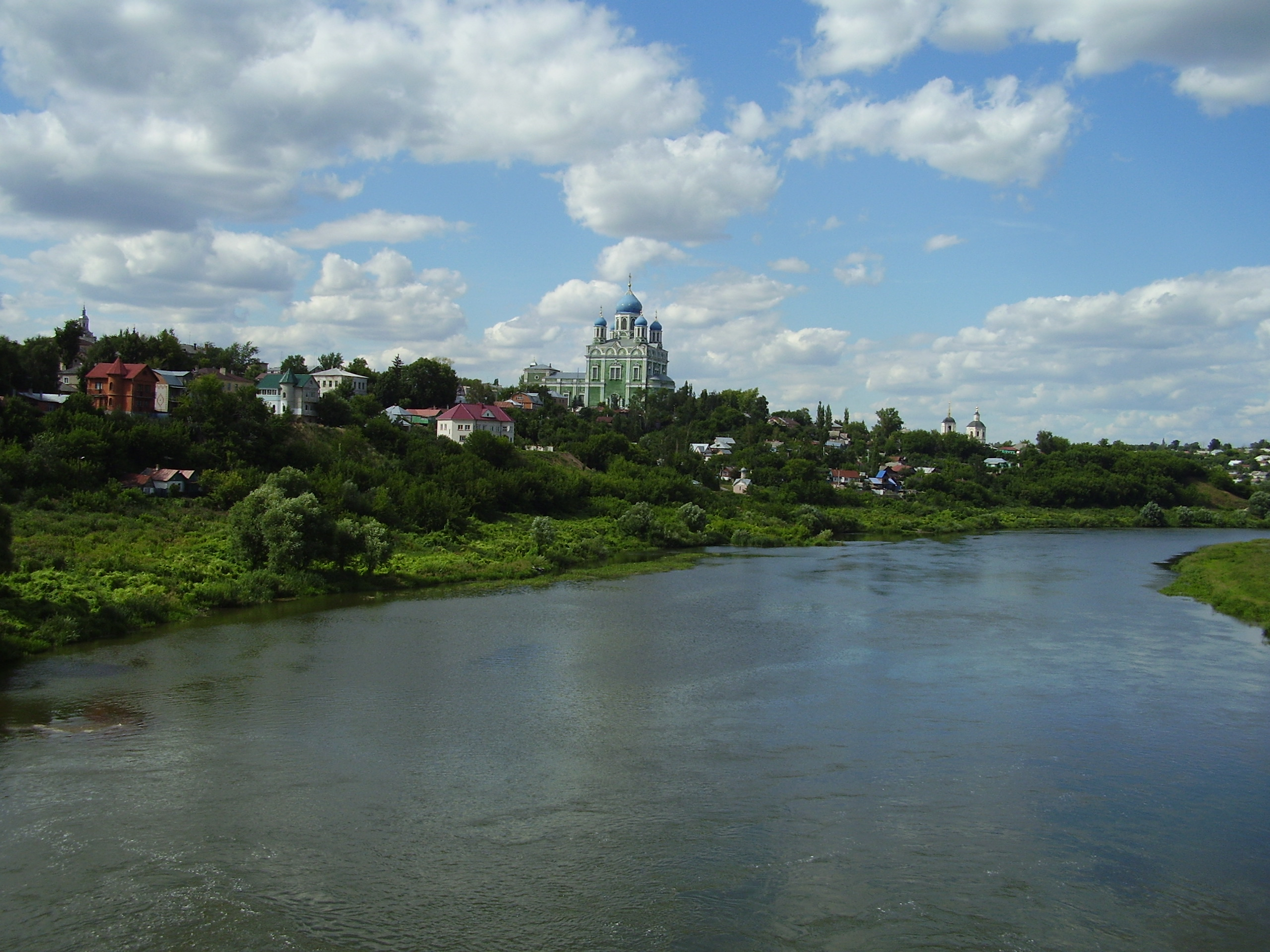
Blick auf die Bystraja Sosna und die Altstadt

## Geschichte
Jelez wurde 1146 als Festungsstadt das erste Mal erwähnt. 1395 und 1414 wurde es von den Mongolen zerstört, worauf es verödet blieb. Im 17. Jahrhundert wurde Jelez als Handels- und Verwaltungsstadt des fruchtbaren Schwarzerdegebietes wiederbesiedelt.

### Bevölkerungsentwicklung
| Jahr | Einwohner |
| ---- | --------- |
| 1897 | 46.956    |
| 1926 | 43.239    |
| 1939 | 50.891    |
| 1959 | 77.900    |
| 1970 | 100.735   |
| 1979 | 111.773   |
| 1989 | 120.261   |
| 2002 | 116.726   |
| 2010 | 108.404   |

Anmerkung: Volkszählungsdaten

## Sehenswürdigkeiten
In der Stadt gibt es viele imposante Bauwerke, sehr prächtig ist unter anderem die Himmelfahrts-Kathedrale des berühmten russischen Architekten Konstantin Thon.

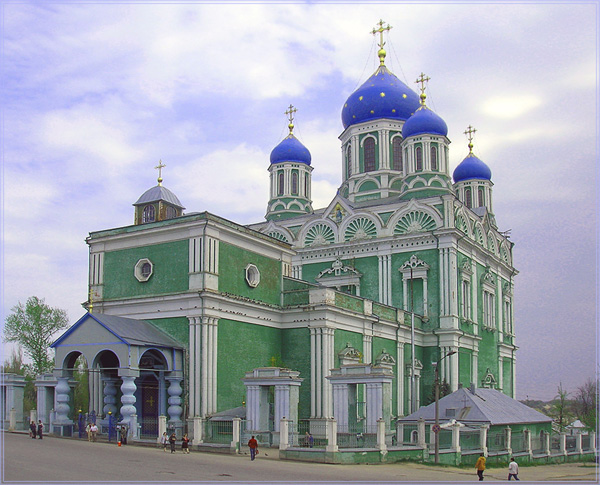
Himmelfahrts-Kathedrale

## Wirtschaft und Verkehr
Heute ist Jelez Verkehrsknotenpunkt und Zentrum des gleichnamigen Rajons. Es liegt an der russischen Fernstraße M4 von Moskau nach Noworossijsk. Wirtschaftlich dominieren die Landwirtschaft und die Verarbeitung ihrer Produkte in Mühlen, Lederfabriken und lebensmittelproduzierenden Betrieben.

## Söhne und Töchter der Stadt
- Sergei Chrennikow (1872–1929), Ingenieur mit Spezialisierung auf Hüttenwesen und Schiffbau
- Alexander Petrow (1876–1941), Ringer
- Dmitri Jegorow (1878–1931), Historiker
- Nikolai Massalitinow (1880–1961), bulgarisch-russischer Regisseur
- Alexander Bartschenko (1881–1938), Okkultist und Schriftsteller
- Wladimir Winogradow (1882–1964), Leibarzt von Josef Stalin
- Pjotr Rybin (1885–1921), Anarchist
- Nina Bojewa (1890–1956), Astronomin
- Julija Dombrowskaja (1891–1976), Kinderärztin
- Nikolai Orlow (1892–1964), Pianist und Musikpädagoge
- Alexei Rodionow (1898–1965), Generalmajor
- Nina Popowa (1908–1994), Parteifunktionärin und Politikerin
- Tichon Chrennikow (1913–2007), Komponist
- Tamara Zelikowskaja (1935–2019), Architektin
- Oleg Kopajew (1937–2010), Fußballspieler
- Kirill Gozuk (* 1992), Fußballspieler
- Konstantin Schilzow (* 2002), Fußballspieler